# Mâine Bach...
Mâine Bach… este un film românesc din 2013 regizat de Mihnea Ciorică. Rolurile principale au fost interpretate de actorii Dan Hurduc, Șerban Pavlu.

## Distribuție
Distribuția filmului este alcătuită din:
- Ștefana Samfira
- Dan Hurduc — Matei
- Șerban Pavlu — Tatal
- Milan Hurduc
- Dragoș Sora
- Georgiana Stanciu
- Gelu Nițu